# Bas Eickhout
Bas Eickhout (ur. 8 października 1976 w Groesbeek) – holenderski polityk, chemik, poseł do Parlamentu Europejskiego VII, VIII, IX i X kadencji.

## Życiorys
W latach 1994–2000 studiował chemię na Uniwersytecie im. Radbouda w Nijmegen. Przewodniczył lokalnemu stowarzyszeniu studentów chemii. Od 2000 pracował w holenderskim Narodowym Instytucie Zdrowia Publicznego i Środowiska (Rijksinstituut voor Volksgezondheid en Milieu), zajmując się m.in. zmianą klimatu.
W połowie lat 90. zaangażował się w działalność polityczną w ramach Zielonej Lewicy. Kandydował bez powodzenia z ramienia tej partii w 2004 do Europarlamentu. W wyborach w 2009 wystartował ponownie, tym razem z drugiego miejsca listy wyborczej GroenLinks. Po uzyskaniu mandatu w Parlamencie Europejskim VII kadencji przystąpił do grupy Zielonych i Wolnego Sojuszu Europejskiego, a także do Komisji Ochrony Środowiska Naturalnego, Zdrowia Publicznego i Bezpieczeństwa Żywności. W 2014 i 2019 i 2024 uzyskiwał europarlamentarną reelekcję. W X kadencji PE został współprzewodniczącym grupy Zielonych i EFA.